# Eagle Talon
Der Eagle Talon war eines von drei PKW-Modellen, die von 1989 bis 1998 von Chrysler und Mitsubishi in einem Joint Venture als Diamond-Star-Motors (DSM) gebaut und vertrieben wurden. Der Talon wurde unter dem Markennamen Eagle verkauft, einer Automobilmarke, die Chrysler für den Wettbewerb gegen japanische Automobilhersteller in den späten 1980er-Jahren einsetzte, nachdem sie die Marke 1987 von der American Motors Corporation (AMC) übernommen hatten. Die Schwestermodelle des Eagle Talon waren der Mitsubishi Eclipse und der Plymouth Laser, wobei es letzteren nur bis 1994 gab. Die beiden Marken Eagle und Plymouth wurden 1998 bzw. 2001 eingestellt.

## Merkmale
Alle drei Modelle wurden im DSM-Werk in Normal, Illinois, gebaut. Sie hatten die gleiche Plattform, das heißt der Motor, das Getriebe der Antriebsstrang und Teile der Karosserie waren gleich. Kleine Unterschiede gab es bei den Rädern, der Farbpalette, den Heckleuchten, den Stoßfängern vorne und hinten und den Spoilern. Das Dach des Talon war immer schwarz, egal welche Farbe der Wagen sonst hatte (Auch der Mitsubishi Eclipse der 1. Generation mit 2,0-Liter-Motor hatte ein schwarzes Dach).
Die wichtigsten Merkmale des Eagle Talon waren:
- Zwei Türen
- Fließheck mit Heckklappe
- 2 + 2 Sitze
- Frontantrieb mit Ausnahme der besten Ausstattungsvariante mit Vierradantrieb
- Manuell geschaltetes Fünfgang-Getriebe oder 4-Stufen-Automatik
- Zweifarbenlackierung (s. o.)
- Erhebung auf der Motorhaube links, um genügend Platz für die Zahnriemenabdeckung des Mitsubishi-4G63-Motors zu bieten (Das Basismodell DL hatte einen kleineren Motor, aber dennoch die Erhebung auf der Motorhaube)

## Erste Generation
Die erste Generation des Eagle Talon kam Mitte 1989 als 1990er-Modell und wurde bis 1994 gebaut. Diese Ära von DSM bezeichnet man als die erste Generation, oder schlicht als „1G“. Es gab aber zwei 1G-Stile: Die 1GA-Modelle von 1990 bis 1991 hatten Schlafaugen und einen „6-Bolt“-Motor, während die 1GB-Modelle von 1992 bis 1994 zusammengesetzte Hauptscheinwerfer mit eingebauten Blinkleuchten besaßen.

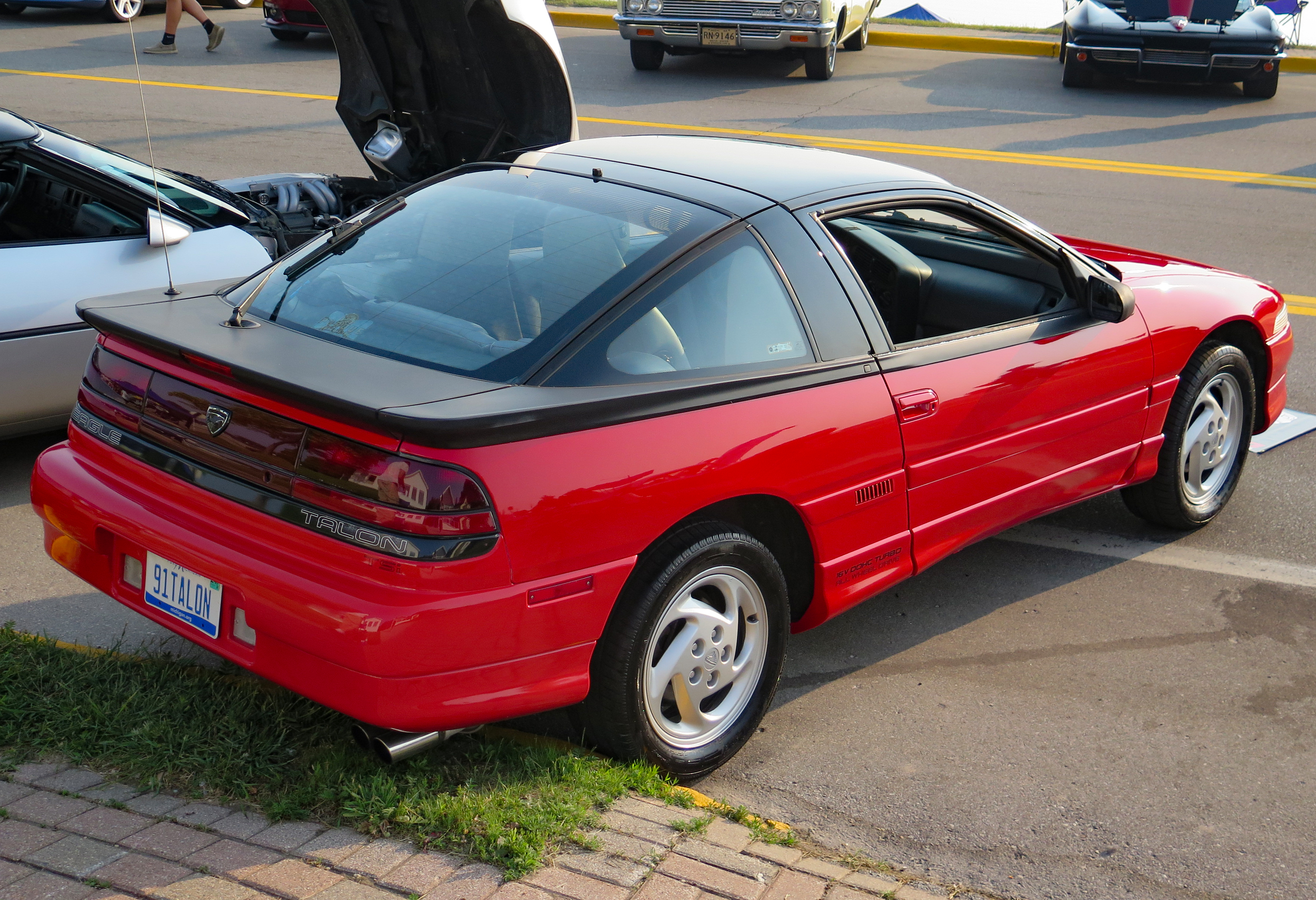
Heckansicht
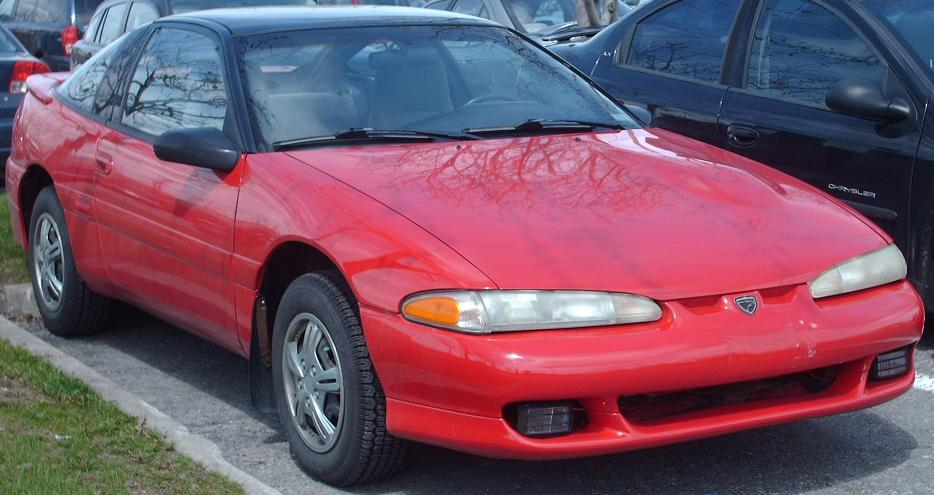
Eagle Talon (1992–1994)
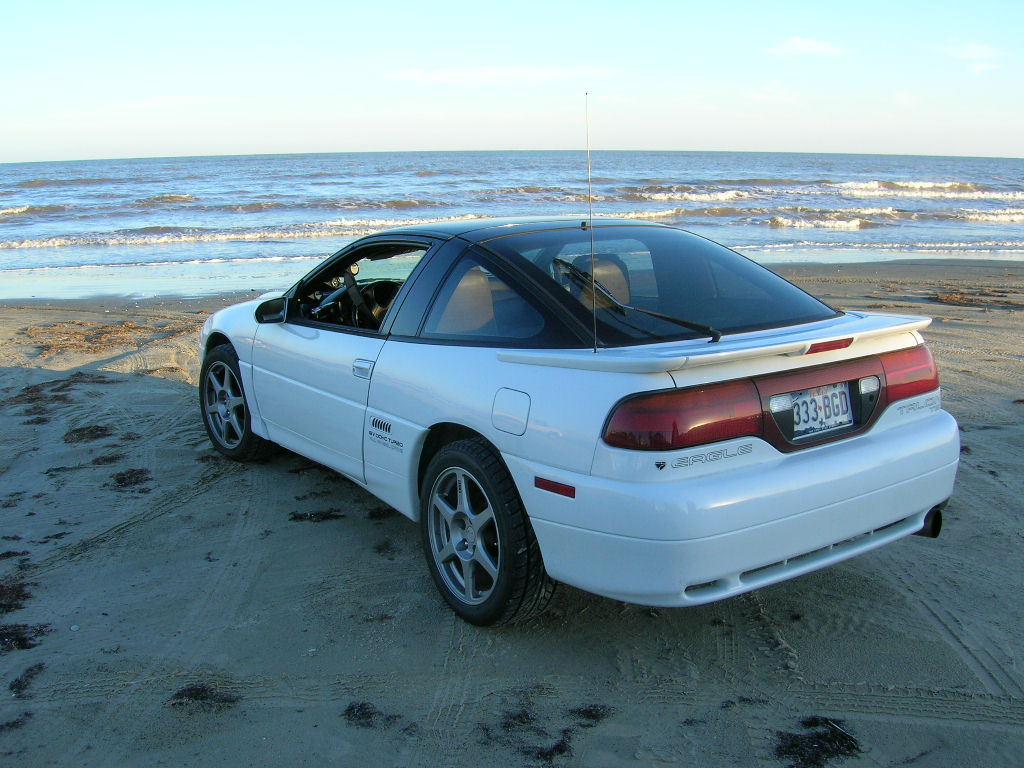
Eagle Talon (1992–1994, Heckansicht)
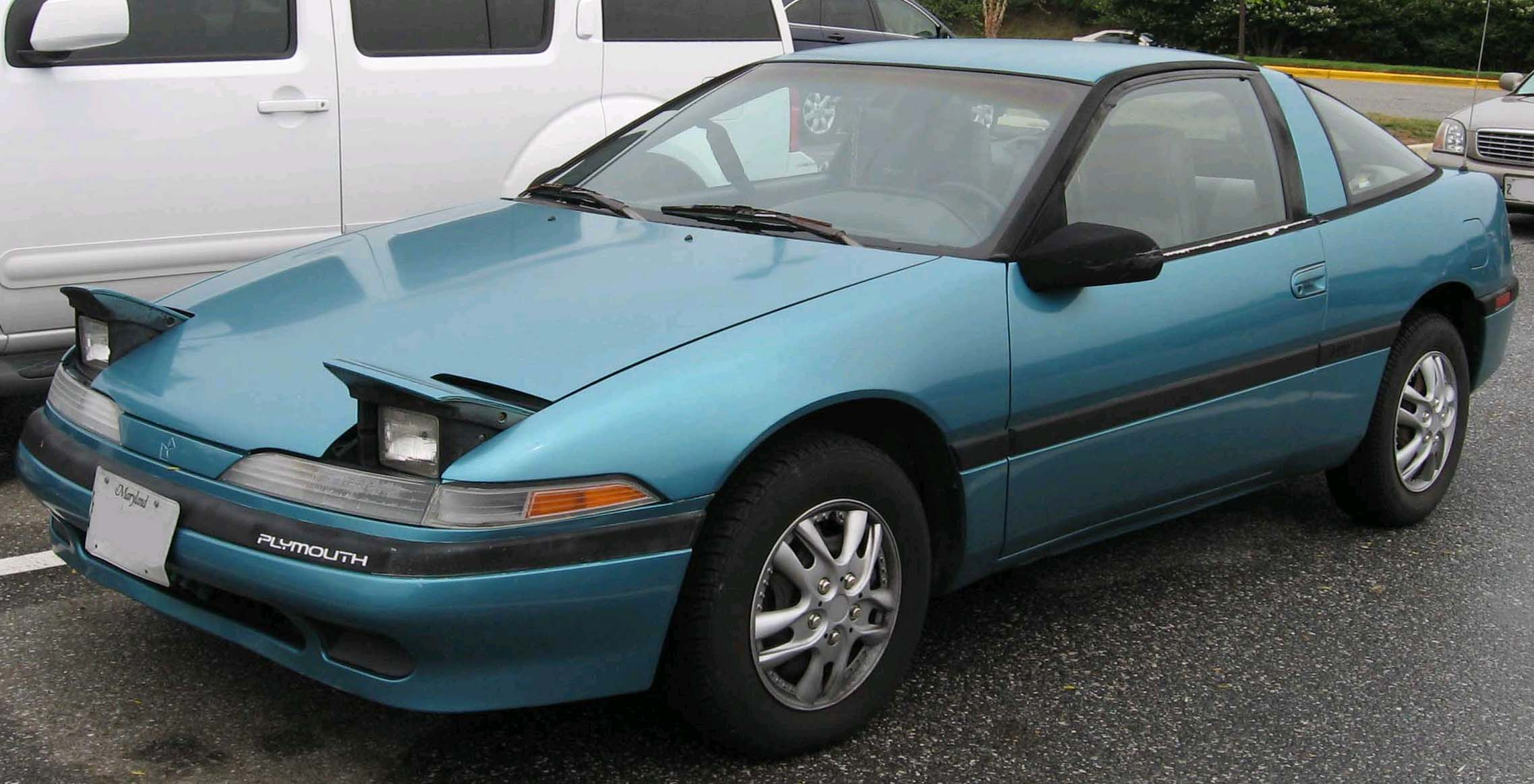
Plymouth Laser (1990–1991)
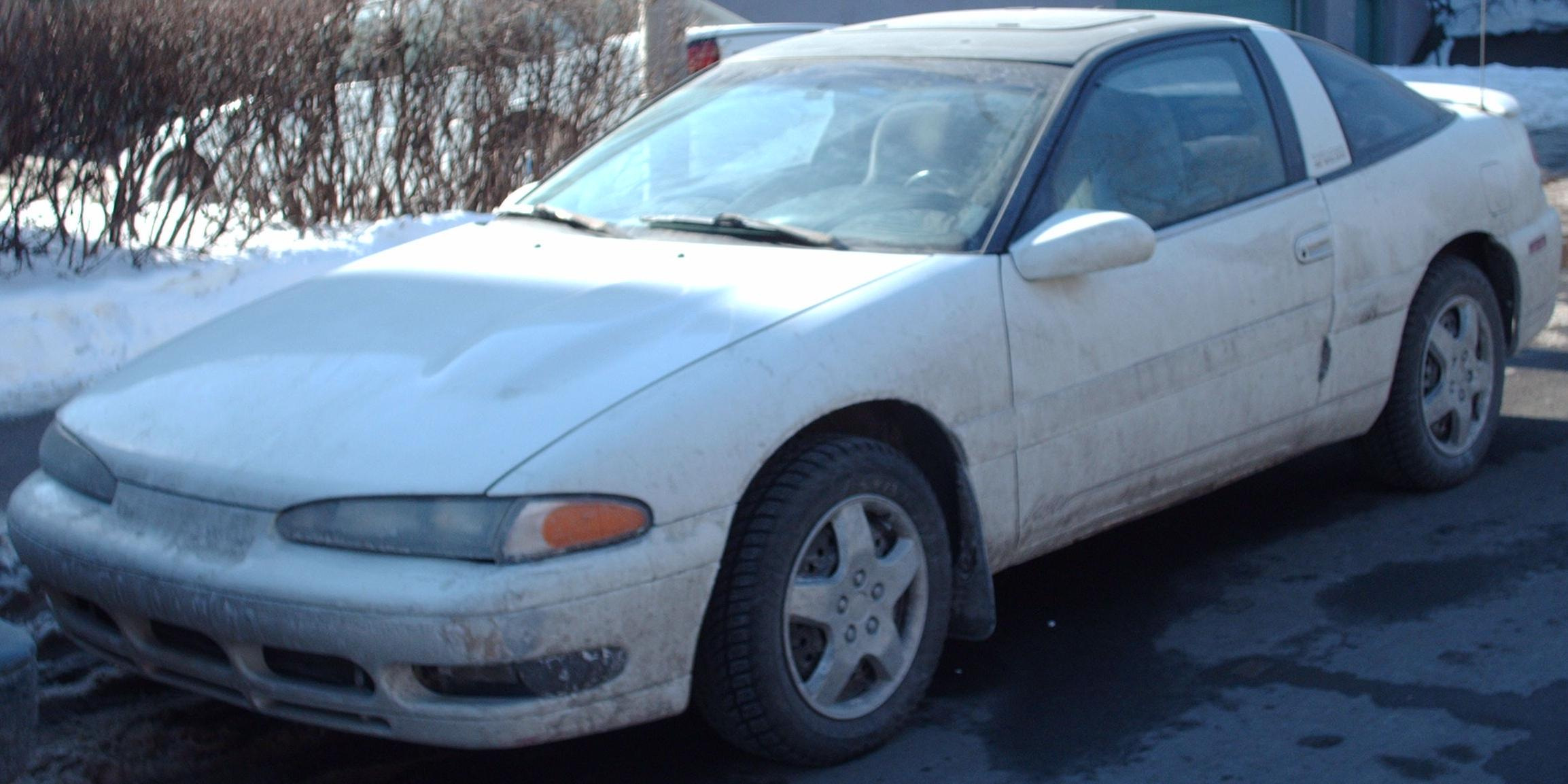
Plymouth Laser (1992–1994)

### Ausstattungsvarianten 1G
- Basis-Modell: 1990–1992
- TSi-Modell: 1990–1994
- TSi-AWD-Modell: 1990–1994
- DL-Modell: 1993–1994
- ES-Modell: 1993–1994

Das DL-Modell von 1993/1994 war mit Frontantrieb ausgestattet und hatte einen schwachen 1,8-Liter-Motor (4G37) mit 68 kW (92 PS). Das ES-Modell (bzw. vor 1993 das Basis-Modell) besaß den nicht aufgeladenen 2,0-Liter-Motor (4G63) mit 99 kW (135 PS). Die Modelle TSi und TSi AWD hatten den gleichen Motor, jedoch mit Turbolader und 143 kW (195 PS) im AWD. Der Fronttriebler hatte nur 140 kW (190 PS) wegen des anderen Auspuffsystems und die Automatikmodelle gar nur 132 kW (180 PS) mit kleinerem Turbolader und einer kleineren Einspritzanlage.
Der Name des „6-Bolt“-Motors, die alle Talon bis April 1992 eingebaut hatten, kommt von der Anzahl der Schrauben, die das Schwungrad mit der Kurbelwelle verbinden. Alle 1G-Talon ab 1992 bekamen den „7-Bolt“-Motor. Beide Versionen (6-Bolt und 7-Bolt) unterscheiden sich in einigen Details der Motorkonstruktion.
Die 6-Bolt-Motoren werden in den USA für ihre Standfestigkeit, Zuverlässigkeit und ihr Leistungspotential geschätzt. Die 7-Bolt Motoren hingegen sind bedingt durch das häufige Auftreten von Kurbelwellenlagerschäden (hauptsächlich 2G 1995–1997) und die kleineren Kanäle im Zylinderkopf in den USA als unzuverlässig und schwach verschrien.
Eigentlich stellt der 7-Bolt-Motor eine normale Weiterentwicklung des Motors durch den Hersteller dar, bei der einige konstruktive Details verbessert wurden (Lagerbrücken der Kurbelwelle, Befestigung des Abgaskrümmers). Da sämtliche Autos mit einem 4G63-Motor (EVOs eingeschlossen), die nach 1993 gebaut wurden, mit einem 7-Bolt-Motor ausgestattet wurden, liegt die Vermutung nahe, dass es sich bei den Kurbelwellenlagerschäden der 7-Bolt-2G um keinen Konstruktions-, sondern um einen Qualitätsmangel handelt.
Der Eagle Talon war im Car-and-Driver-Magazin 1990–1992 regelmäßig in der Liste der besten Zehn.

### Produktionszahlen
- 1990: 32.708 Stück
- 1991: 33.537 Stück
- 1992: 27.945 Stück
- 1993: 26.740 Stück
- 1994: 24.040 Stück

## Zweite Generation

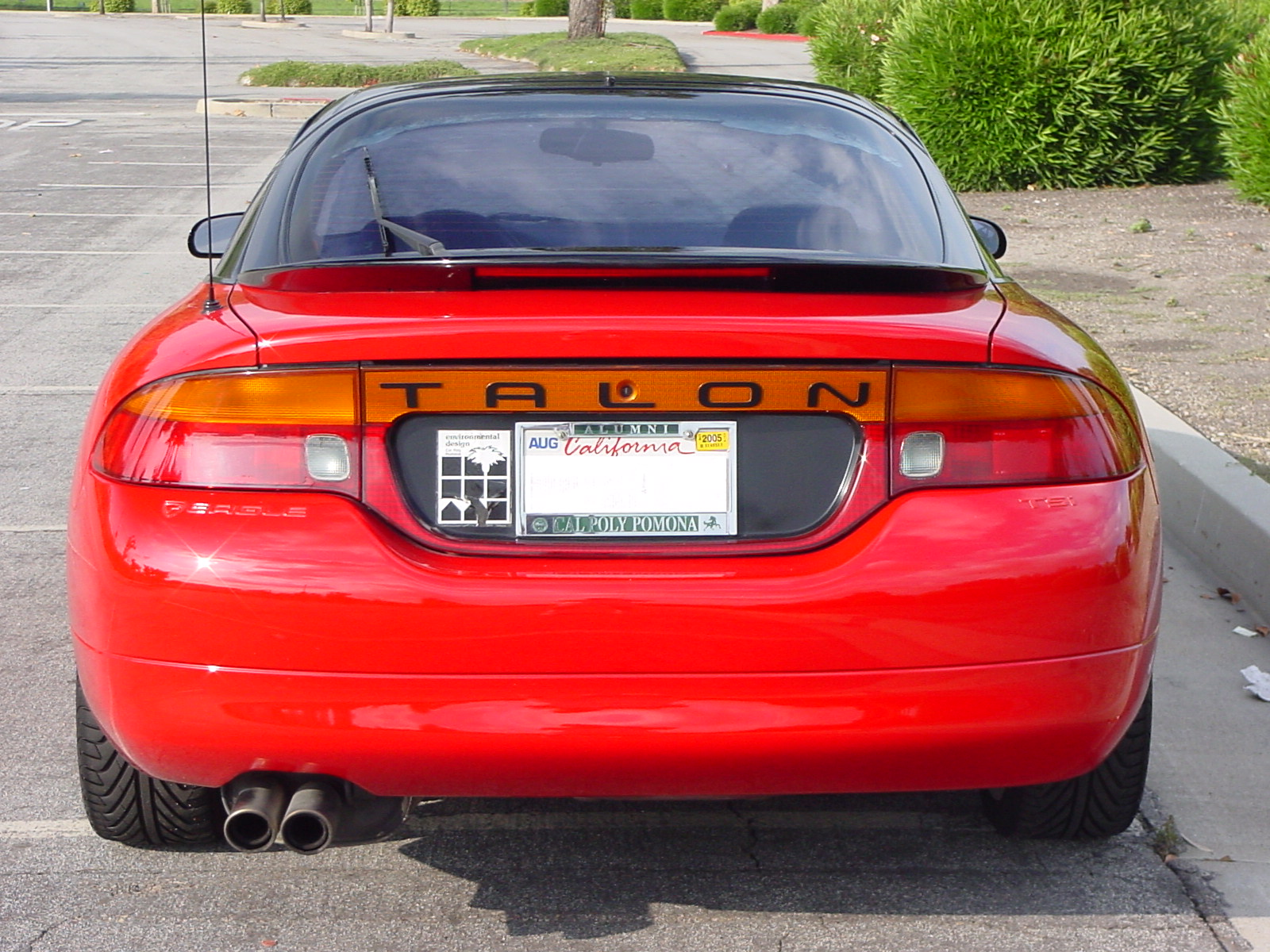
Eagle Talon TSi (1995)

Der Eagle Talon der zweiten Generation wurde 1995 gleichzeitig mit seinem Schwestermodell Mitsubishi Eclipse eingeführt, während die Plymouth Laser ausliefen. Mechanisch entsprachen die neuen Talon- und Eclipse-Modelle fast den turbogeladenen Modellen der 1G. Sie legten etwas an Leistung zu, da sie modifizierte Ansaugverteiler und Auspuffsammler, sowie neue Turbolader bekamen. Der neue Turbolader T25 von Garrett hatte einen Ladedruck von 0,8 bar (12 psi) und war kleiner als der in der 1G des Mitsubishi Eclipse eingebaute. Der T25 reagierte auch schneller auf Gasstöße.
Das Aussehen des neuen Eagle Talon unterschied sich stärker von dem des Mitsubishi Eclipse, als dies bei der ersten Generation der Fall war. Besonders von hinten war dies zu sehen. So hatte die Hinteransicht des Talon einen Stoßfänger mit Mittenabsenkung, der Platz für ein oben montiertes Kennzeichen ließ, die Blinkleuchten waren gelb (rot beim Mitsubishi) und die Rückfahrleuchten waren in den Heckleuchtenblock integriert (in der Mitte neben dem Kennzeichen beim Mitsubishi). Die Spoiler für die TSi- und TSi-AWD-Versionen am unteren Rand des Rückfensters waren immer schwarz und in Sichelform beim Talon, während der Eclipse in Wagenfarbe lackierte Korbhenkel-Spoiler am Wagenheck hatte. Weitere Unterschiede betrafen den Kühlergrill unter dem vorderen Stoßfänger, der keine Stege in Wagenfarbe besaß, und das Fehlen der Seitenverkleidungen.
1997 wurden Talon und Eclipse überarbeitet, sodass die neuen Modelle oft als 2Gb apostrophiert werden. Das Update bezog sich vorwiegend auf die nichtmetallischen Teile des Autos. Front- und Heckansichten wurden wesentlich überarbeitet, damit sie aggressiver aussahen. Vorne wurden der Lufteinlass und das Eagle-Firmenzeichen vergrößert. Dieses Firmenzeichen war jetzt mitten auf dem Stoßfänger. Das Heck bekam einen neuen, hochbauenden Spoiler, der weiter in die Luftströmung ragte und den alten sichelförmigen Spoiler ersetzte. Zusätzliche Kunststoffteile an den Türen und an den Stoßfängern komplettierten die Karosserieveränderungen. Schließlich ersetzten neue Aluminiumräder die alten 5-Speichen-Räder.

### Ausstattungsvarianten 2G
- ESi-Modell: 1995–1997
- TSi-Turbo-Modell: 1995–1998
- TSi-Turbo-AWD-Modell: 1995–1998
- Basis-Modell: 1996–1997

### Motoren
- ESi: 2,0 Liter – Vierzylinder-Reihenmotor (420A/ECH), 103 kW (140 PS) bei 6000 min−1 und 176 Nm bei 4800 min−1
- TSi mit manuellem Getriebe: 2,0 Liter Vierzylinder-Reihenmotor mit Turbolader (4G63), 156 kW (210 PS) bei 6000 min−1 und 290 Nm bei 3000 min−1
- TSi mit automatischen Getriebe: 2,0 Liter Vierzylinder-Reihenmotor mit Turbolader (4G63), 151 kW (205 PS) bei 6000 min−1 und 298 Nm bei 3000 min−1

Die Modelle TSi und TSi AWD hatten wiederum einen aufgeladenen Motor mit Ladeluftkühlung, der nun den Mitsubishi-Turbolader der 1G durch einen Garrett-Lader T25 ersetzte. Obwohl der T25 ein kleinerer Turbolader war, drehte er bei geringerer Motordrehzahl höher, was zu höherer Fahrzeugbeschleunigung führte. Der TSi AWD hatte wieder Vierradantrieb.
Die Bezeichnung TSi (die 1998 die einzige Ausstattungsvariante für den Talon war) gab es in den Modelljahren 1997 und 1998 für den Jeep Grand Cherokee. Das sportlichere Modell des Jeep Grand Cherokee (mit Ausnahme des 5,9-Liter) hatte die Ausstattung des Talon-TSi-Modells mit den indigo-blauen Zierleisten und der einfarbigen Lackierung. In den Jahren 2005 und 2006 gab es wieder einen TSi als Hochleistungsmodell des Chrysler Sebring.

### Produktionszahlen
- 1995: 25.066 Stück
- 1996: 15.100 Stück
- 1997: 9788 Stück
- 1998: 4307 Stück

### Farben
- Bright White (reinweiß)
- Black (schwarz)
- Indy Red (feuerrot)
- Wildberry Metallic (maronibraun)
- Medium Grey Metallic (mausgrau)
- Blue Metallic (blau)
- Polo Green Metallic (pologrün)
- Prism Blue (hellblau)

### Das Ende des Talon
1998 war der Talon das letzte Modell der langsam verschwindenden Marke Eagle. Das 1998er-Modell ist auch das seltenste.
Obwohl es einen Prototyp mit dem Namen Eagle Jazz gab, der einem viertürigen Eagle Talon sehr ähnlich sah, stellte Chrysler in diesem Jahr zunächst die Werbung für die Marke und dann deren Produktion ein.

## Video-Spiele
- 1992er Eagle Talon TSi AWD – Spiel: Grand Theft Auto San Andreas
- 1992er Eagle Talon TSi – Spiel von ‘’Car and Driver’’
- 1995er Eagle Talon TSi – Need for Speed III: Hot Pursuit (als PC-gesteuerter Polizeiwagen. Derselbe Wagen taucht in Need For Speed: High Stakes auf, aber schwarz-weiß lackiert.)
- 1997er Eagle Talon ESi – Gran Turismo 4
- 1998er Eagle Talon TSi – Forza Motorsport
- 1998er Eagle Talon TSi Turbo – Forza Motorsport 2
- 1998er Eagle Talon TSi Turbo – Forza Motorsport 4
- 1999er Eagle Talon TSi – Horsez für Nintendo DS